# Casa Marcet Font
La Casa Marcet Font o Casa Grau és un monument del municipi de Sabadell (Vallès Occidental) protegit com a bé cultural d'interès local.

## Descripció
Casal distribuït en planta baixa i dos pisos. Destaca l'austeritat ornamental dels murs que li confereixen un aspecte sobri i que recorda l'estètica de les composicions dels mestres d'obra. L'edifici disposa de dues entrades, exercint com a façana principal la que dona a un jardí tancat mitjançant un clos d'obra decorat amb ferro forjat. L'ornamentació de la façana és senzilla i es duu a terme a partir de l'estuc que decora portes i finestres mitjançant un marc que recorre el brancal i la llinda. Una petita cornisa marca la separació dels pisos. El ràfec, de considerable volada, està subjectat per petites mènsules i sobre aquest hi ha una balustrada que segueix el perímetre de la façana.

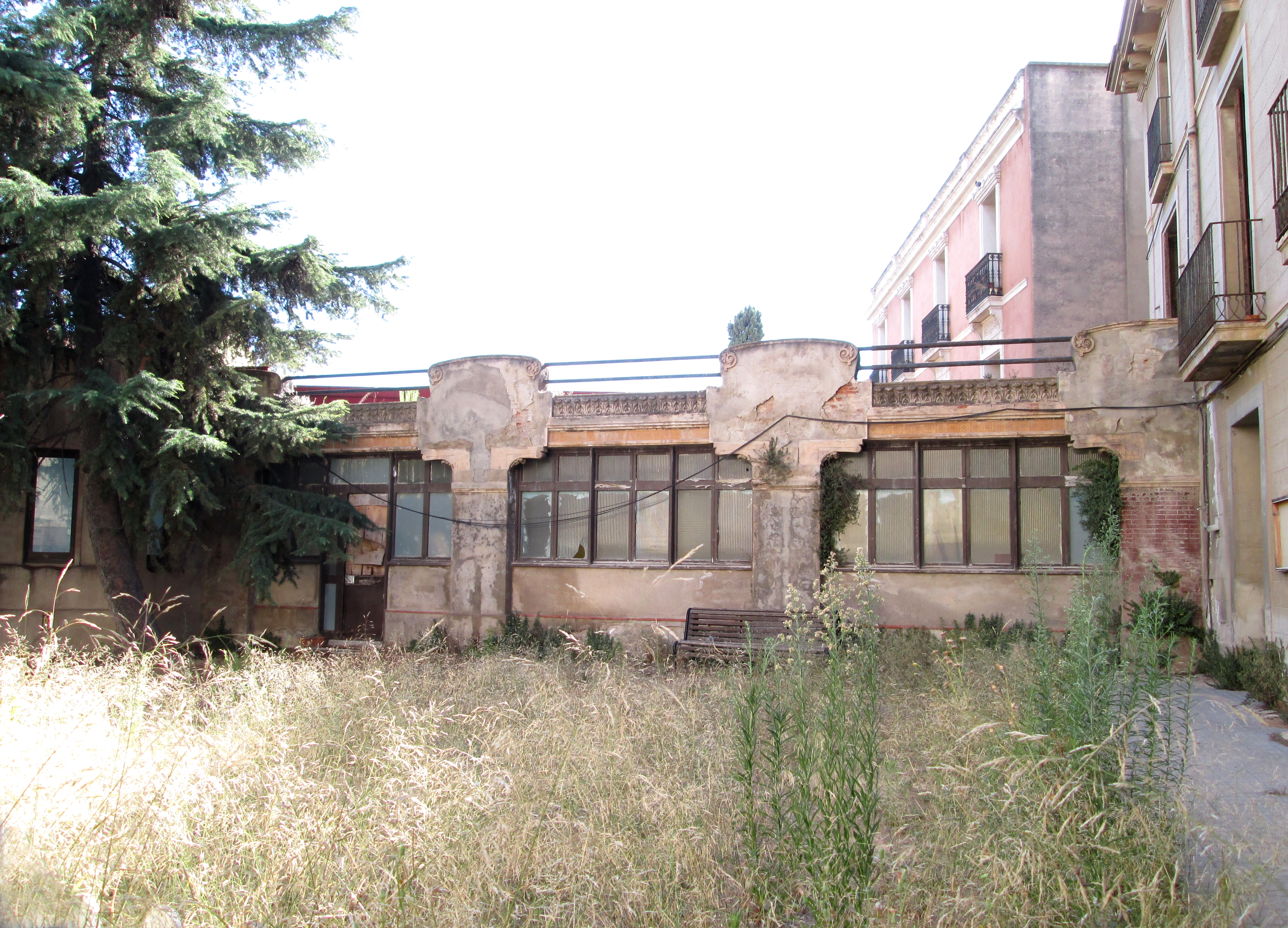
Pavelló-mirador construït el 1903 per Juli Batllevell

Posteriorment a la construcció de la casa s'afegí, a la zona del jardí i perpendicular a l'habitatge, un cos d'estil modernista, construït el 1903 per Juli Batllevell, aquest causa un fort contrast amb el casal. Aquest pavelló conté les obertures amb arcs carpanells i usa una decoració vegetal i floral a la cornisa i revestiments amb rajoles de motlle en forma de flor.
La coberta del casal és inclinada acabada amb teules, desguassant aquestes a la façana principal i a les dues laterals. Part de la coberta és plana tipus terrat.

## Història
Antic habitatge unifamiliar utilitzat posteriorment com a escola privada. L'edifici està ubicat en el recinte de la vila del segle xviii.